# Sixten Jernberg
Edy Sixten Jernberg (Malung, 6. veljače 1929. – Mora, 14. srpnja 2012.)   je švedski skijaški trkač.
Jernberg je rođen u Malungu u Dalarna županiji. Prije nego što se počeo baviti skijaškim trčanjem bio je kovač i drvosječa.  Kroz karijeru koja traje od Svjetskog skijaškog kupa u Falunu 1954. do Zimskih olimpijskih igara u Innsbrucku 1964. godine osvojio je četiri zlatne medalje na svjetskim prvenstvima i devet olimpijskih medalja. Među njegovim podvizima su da je od 12 startova, tijekom tri uzastopne Zimske olimpijske igare, nikada nije završio lošije od petog mjesta.
Bio je specijalist na veće udaljenosti, četiri od osam njegovih zlatnih medalja osvojene su u disciplini 50 km, jedna na 30 km, te tri u štafeti 4 x 10 km. Dva puta je 1955. i 1960 osvajao utrku Vasaloppet. Na Holmenkollen Ski Festivalu 1954. godine osvojio je utrku na 15 km. Dobio je mnoge nagrade za svoje sportske uspjehe. Umro je 2012. godine u švedskom gradu Mori.

## Rezultati
| Natjecacnje            | Godina                  | Utrka     | Mjesto |
| ---------------------- | ----------------------- | --------- | ------ |
| Zimske olimpijske igre | Cortina d'Ampezzo 1956. | 15 km     | 2.     |
| Zimske olimpijske igre | Cortina d'Ampezzo 1956. | 30 km     | 2.     |
| Zimske olimpijske igre | Cortina d'Ampezzo 1956. | 50 km     | 1.     |
| Zimske olimpijske igre | Cortina d'Ampezzo 1956. | 4 x 10 km | 3.     |
| Zimske olimpijske igre | Squaw Valley 1960.      | 15 km     | 2.     |
| Zimske olimpijske igre | Squaw Valley 1960.      | 30 km     | 1.     |
| Zimske olimpijske igre | Squaw Valley 1960.      | 50 km     | 5.     |
| Zimske olimpijske igre | Squaw Valley 1960.      | 4 x 10 km | 4.     |
| Zimske olimpijske igre | Innsbruck 1964.         | 15 km     | 3.     |
| Zimske olimpijske igre | Innsbruck 1964.         | 30 km     | 5.     |
| Zimske olimpijske igre | Innsbruck 1964.         | 50 km     | 1.     |
| Zimske olimpijske igre | Innsbruck 1964.         | 4 x 10 km | 1.     |
| Svjetsko prvenstvo     | Falun                   | 30 km     | 4.     |
| Svjetsko prvenstvo     | Falun                   | 4 x 10 km | 3.     |
| Svjetsko prvenstvo     | Lahti                   | 15 km     | 4.     |
| Svjetsko prvenstvo     | Lahti                   | 30 km     | 3.     |
| Svjetsko prvenstvo     | Lahti                   | 50 km     | 1.     |
| Svjetsko prvenstvo     | Lahti                   | 4 x 10 km | 1.     |
| Svjetsko prvenstvo     | Zakopane                | 30 km     | 10     |
| Svjetsko prvenstvo     | Zakopane                | 50 km     | 1.     |
| Svjetsko prvenstvo     | Zakopane                | 4 x 10 km | 1.     |

## Vanjske poveznice
Sixten Jernberg na stranicama FIS-a  Arhivirana inačica izvorne stranice od 25. svibnja 2011. (Wayback Machine)